# Alexandra Stjagoff
Alexandra "Sascha" Stjagoff, född omkring 1870, död 27 juni 1935 i Helsingfors, var en finsk-rysk skådespelare. Stjagoff är framför allt känd för sitt äktenskap med den svenske blivande filmregissören Victor Sjöström mellan 1900 och 1912.

## Biografi
Stjagoff står 1895 upptagen som aktris på Vasateatern i Stockholm. Hon kom den 26 december 1896 med i Ernst Ahlboms kringresande teatersällskap, där Victor Sjöström var anställd. Hon följde därefter Sjöström vidare till Folkteatern i Göteborg 1900, och den 26 juli samma år gifte sig paret. De trivdes dock inte med fars-repertoaren på Folkan, och säsongen 1900–1901 gick de med i Emil von der Ostens sällskap. Här spelade man bland annat Strindbergs Gustav Vasa, där Stjagoff fick god kritik som Karin Månsdotter. 1901–1902 var Stjagoff och Sjöström emellertid tillbaka vid Folkteatern, där man fortfarande spelade fars. 1902–1904 turnerade man så med Hjalmar Selander. 
Säsongen 1905–1906 blev sista året paret spelade mot varandra. De separerade därpå, och när Sjöström hade träffat Lili Bech skilde sig han och Stjagoff i januari 1912. Efter det att Stjagoff försvinner ur Sjöströms liv är inte mycket känt om henne. Hon gifte aldrig om sig och dog 1935.

## Teater

### Roller (ej komplett)
| År   | Roll    | Produktion                     | Regi | Teater                       |
| ---- | ------- | ------------------------------ | ---- | ---------------------------- |
| 1893 | Salla   | Livet på landet Fritz Reuter   |      | Svenska Teatern, Helsingfors |
| 1893 | Lovisa  | Detektiven Pehr Staaff         |      | Svenska Teatern, Helsingfors |
| 1912 | Kristin | Fröken Julie August Strindberg |      | Folkets hus teater           |